# Сторожевые катера типа «Вирджин Клиппер»
Сторожевые катера типа «Вирджин Клиппер» — серия из 9 многоцелевых катеров, строившихся в двух вариантах — противолодочном и патрульном.

## История проекта
В начале 1970-х годов был пик деколонизации, Великобритания продолжала терять свои колонии, доминионы и протежируемые государства на островах Тихого и Атлантического океанов. Большинство из новых независимых государств вошли в состав Содружество наций и начали формировать, пусть и не большие, но свои национальные вооруженные силы, в том числе и ВМС. Для оснащения последних потребовались небольшие, но достаточно эффективные корабли, которые и были построены в 1970-80 годах в Великобритании. Катера выпускались в основном в противолодочном варианте поскольку рассчитывали что они смогут контролировать территориальные воды тех стран куда поставлялись от проникновения советских ПЛ. Но в действительности операторы как правило снимали противолодочное вооружение (если таковое имелось) и эксплуатировали суда как патрульные. Название тип «Virgin Clipper» является условным, иногда используют спецификацию тип «Brooke Marine».

## Операторы
Всего катера этого класса получили 7 государств и зависимых территорий.
| Имя                   | Государство флага             | Первоначальное назначение | Годы службы                   | Примечания |
| --------------------- | ----------------------------- | ------------------------- | ----------------------------- | --- |
| 1                     | Гренада                       | Противолодочный катер     | 1972-1990                     | Использовался как патрульный катер, к моменту вторжения США на Гренаду был в плохом состоянии.                                                 |
| Belize                | Белиз                         | Сторожевой катер          | 1972-1989                     | |
| Belmopan              | Белиз                         | Сторожевой катер          | 1972-1989                     | |
| Chatoyer              | Сент-Винсент и Гренадины      | Противолодочный катер     | 1971-предположительно до 1979 | Использовался как патрульный катер. |
| Emerald Star          | Монтсеррат                    | Сторожевой катер          | 1970-1990                     | |
| Helen                 | Сент-Люсия                    | Противолодочный катер     | 1970-1990                     | Использовался как патрульный катер. |
| P 101 'Ngahau Koula'  | Тонга                         | Противолодочный катер     | 1973-1991                     | Использовался как патрульный катер, до поступления в строй патрульных катеров Тихоокеанского класса составляли основу Военно-морских сил Тонга |
| P 102 'Ngahau Siliva' | Тонга                         | Противолодочный катер     | 1976-1992                     | Использовался как патрульный катер, до поступления в строй патрульных катеров Тихоокеанского класса составляли основу Военно-морских сил Тонга |
| Virgin Clipper        | Британские Виргинские острова | Противолодочный катер     | 1970-1990                     | Первый корабль серии, в последние годы службы использовался как патрульный.                                                                    |